# Thomisus trigonus
Thomisus trigonus là một loài nhện trong họ Thomisidae.
Loài này thuộc chi Thomisus. Thomisus trigonus được Christoph Gottfried Andreas Giebel miêu tả năm 1869.